# آرمینکو
آرمینکو (انگلیسی: Armenian Internet Company (Arminco)) اولین رساننده خدمات اینترنتی تجاری اصلی در ارمنستان می‌باشد که در سال ۱۹۹۲ میلادی تأسیس شد. آرمینکو طیف گسترده‌ای از خدمات اینترنتی از جمله اتصال به اینترنت، اتصال به داده‌ها، از طریق فیبر نوری، که، اشتراک دیجیتال و اتصال وای فای، صدا روی پروتکل اینترنت و غیره را به کل پایتخت ایروان و تمامی استان‌های ارمنستان را ارائه می‌دهد.